# Эби, Эрл
Эрл Эби (англ. Earl William Eby; 1894—1970) — американский легкоатлет. На олимпийских играх 1920 года выиграл серебряную медаль в беге на 800 метров, показав результат 1.53,6.
В 1916 году поступил в Пенсильванский университет. Проучившись год он поступил на военную службу в ВВС США и служил во Франции во время Первой мировой войны. Во время службы он участвовал в соревнованиях. В 1919 году он выиграл соревнования в Париже на дистанциях 440 и 880 ярдов. К концу войны он дослужился до младшего лейтенанта. После возвращения на родину он становится капитаном легкоатлетической команды университета. В 1920 году он выиграл чемпионат США в беге на 880 ярдов. После окончания учёбы он работал репортёром в газете Philadelphia Bulletin. В 1923 году женился на Беатрисе Элизабет Холм Честер.